# Vicente Cutanda
Vicente Cutanda Toraya – hiszpański malarz realista. Uprawiał głównie malarstwo olejne, ale również rysunek, grawerstwo i  akwarelę.
Był synem znanego botanika Vicente Cutanda y Jarauta. Mieszkał w Kraju Basków, wiele z jego dzieł przedstawia scenki z życia Basków, zwłaszcza robotników z przedsiębiorstwa metalurgicznego Altos Hornos de Vizcaya (np. dzieło La huelga de los obreros de Vizcaya, za które w 1892 r. otrzymał I medal na Krajowej Wystawie Sztuk Pięknych w Madrycie). Pod wpływem malarza Eduardo Rosales malował również scenki historyczne. Studiował malarstwo w Madrycie, gdzie poznał Joaquina Sorollę i Mariano Fortuny. Wziął udział w wystawie Casa Bosh gdzie przedstawił obraz Un mercado de Ávila.
W 1884 r. został profesorem rysunku w Sociedad Cooperativa de Obreros w Toledo.  Pod wpływem artystycznych przyjaźni i uroku miasta, na stałe osiedlił się w Toledo.

## Dzieła
- Autorretrato
- La huelga de los obreros de Vizcaya
- Un mercado de Ávila
- A los pies del Salvador
- Ensueño o la virgen de los obreros
- Retablo de la crucifixión
- Hasta la muerte
- Humanidad
- Toledano
- Lagarterana
- Responso del mar
- Alegría y amargura
- Regreso de Cuba
- Soldados de paz
- Niñas atravesando un puente
- Niños jugando en el jardín
- El puente de Toledo de Madrid
- El adios del maquinista
- Llegada del primer tren
- El pulso de los ferrones
- Arte y trabajo